# Präsidentschafts- und Parlamentswahl in Liberia 2017
Die Präsidentschafts- und Parlamentswahl in Liberia 2017 fand am 10. Oktober statt. Die Stichwahl der Präsidentschaftswahl fand am 26. Dezember statt.
Bei ihr wurden der Präsident der Republik und die Mitglieder des Repräsentantenhauses gewählt.
In die Stichwahl zogen George Weah der Congress for Democratic Change und Joseph Boakai der Unity Party ein. Zunächst war die zweite Runde der Wahl für den 7. November angesetzt. Aufgrund der Klage des drittplatzierten Charles Brumskine der Liberty Party wurde eine Verschiebung des Wahltermins notwendig. Der Supreme Court wies die Klage ab.
Die Wahlen wurden von National Elections Commission durchgeführt und überwacht.

## Ergebnis

### Präsidentschaftswahl
| Kandidaten                                                        | Parteien                                           | 1. Wahlgang | 1. Wahlgang | 2. Wahlgang | 2. Wahlgang |
| Kandidaten                                                        | Parteien                                           | Stimmen     | %           | Stimmen     | %           |
| ----------------------------------------------------------------- | -------------------------------------------------- | ----------- | ----------- | ----------- | ----------- |
| George Weah                                                       | Coalition for Democratic Change (CDC – NPP – PDPL) | 596.037     | 38,4        | 732.185     | 61,5        |
| Joseph Boakai                                                     | Unity Party                                        | 446.716     | 28,8        | 457.579     | 38,5        |
| Charles Brumskine                                                 | Liberty Party                                      | 149.495     | 9,6         |             |             |
| Prince Johnson                                                    | Movement for Democracy and Reconstruction          | 127.666     | 8,2         |             |             |
| Alexander Benedict Cummings                                       | Alternative National Congress                      | 112.067     | 7,2         |             |             |
| Benoni Urey                                                       | All Liberian Party                                 | 24.246      | 1,6         |             |             |
| Joseph Mills Jones                                                | Movement for Economic Empowerment                  | 12.854      | 0,8         |             |             |
| MacDella Cooper                                                   | Liberia Restoration Party                          | 11.645      | 0,7         |             |             |
| Henry Fahnbulleh                                                  | Liberian People’s Party                            | 11.560      | 0,7         |             |             |
| Oscar Cooper                                                      | Independent                                        | 10.381      | 0,7         |             |             |
| MacDonald Wento                                                   | United People’s Party                              | 8.968       | 0,6         |             |             |
| Simeon Freeman                                                    | Movement for Progressive Change                    | 6.682       | 0,4         |             |             |
| Isaac Wiles                                                       | Democratic Justice Party                           | 6.379       | 0,4         |             |             |
| Aloysius Kpadeh                                                   | Independent                                        | 5.922       | 0,4         |             |             |
| Kennedy Sandy                                                     | Liberia Transformation Party                       | 5.343       | 0,3         |             |             |
| George Dweh                                                       | Redemption Democratic Congress                     | 4.935       | 0,3         |             |             |
| William Tuider                                                    | New Liberia Party                                  | 4.920       | 0,3         |             |             |
| Jeremiah Whapoe                                                   | Vision for Liberia Transformation                  | 3.946       | 0,3         |             |             |
| Yarkpajuwur Mator                                                 | Independent                                        | 1.940       | 0,1         |             |             |
| Wendell McIntosh                                                  | Change Democratic Action                           | 1.646       | 0,1         |             |             |
| Gesamt                                                            | Gesamt                                             | 1.553.348   | 100         | 1.189.764   | 100         |
|                                                                   |                                                    |             |             |             |             |
| Ungültige Stimmen                                                 | Ungültige Stimmen                                  | 88.574      | 5,4         | 28.360      | 2,3         |
| Wähler                                                            | Wähler                                             | 1.641.922   | 75,2        | 1.218.124   | 55,8        |
| Wahlberechtigte                                                   | Wahlberechtigte                                    | 2.183.629   |             | 2.183.629   |             |
|                                                                   |                                                    |             |             |             |             |
| Quellen: National Elections Commission, 1. Wahlhang – 2. Wahlgang |                                                    |             |             |             |             |

### Parlamentswahl
| Listen                                             | Stimmen   | %    | Mandate |
| -------------------------------------------------- | --------- | ---- | ------- |
| Coalition for Democratic Change (CDC – NPP – PDPL) | 239.754   | 15,6 | 21      |
| Unity Party                                        | 220.508   | 14,3 | 20      |
| Liberty Party                                      | 131.980   | 8,6  | 3       |
| Alternative National Congress                      | 93.475    | 6,1  | –       |
| People’s Unification Party                         | 90.421    | 5,9  | 5       |
| All Liberian Party                                 | 77.013    | 5,0  | 3       |
| Movement for Economic Empowerment                  | 59.268    | 3,8  | 1       |
| Movement for Democracy and Reconstruction          | 56.734    | 3,7  | 2       |
| Coalition for Liberia’s Progress                   | 50.732    | 3,3  | –       |
| Liberia Transformation Party                       | 49.621    | 3,2  | 1       |
| United People’s Party                              | 47.357    | 3,1  | 1       |
| Sonstige < 3,0 %                                   | 182.638   | 11,9 | 3       |
| Unabhängigen                                       | 240.001   | 15,6 | 13      |
| Gesamt                                             | 1.539.502 | 100  | 73      |
|                                                    |           |      |         |
| Ungültige Stimmen                                  | 83.427    | 5,1  |         |
| Wähler                                             | 1.622.929 | 74,3 |         |
| Wahlberechtigte                                    | 2.183.629 |      |         |
|                                                    |           |      |         |
| Quelle: National Elections Commission              |           |      |         |